# Тбилисская мечеть
Тбилисская мечеть (груз. თბილისის მეჩეთი), или Джума-мечеть (груз. ჯუმა მეჩეთი; ранее Суннитская мечеть) — мечеть, построенная возле крепости Нарикала, на Ботанической улице. Является единственным сохранившимся исламским храмом в городе.

## История

Панорама освещённого минарета мечети ночью

Мечеть была построена в 1723—1735 годах османами. В 1740-х годах мечеть снесли персы. В 1846—1851 годах её восстановили по проекту Джованни Скудьери, В конце XIX века, в 1895 году, бакинский миллионер и меценат Гаджи Зейналабдин Тагиев полностью отремонтировал мечеть, что существенно изменило ее восточную часть, которая и стоит по сей день и является единственной мечетью в Тбилиси.

## Архитектура
Мечеть построена из кирпича и расположена на склоне. В архитектуре преобладают исламские и неоготические элементы. На воротах возвышается минарет.